# Anna Demidova
Anna Stepánovna Demídova (en ruso: А́нна Степáновна Деми́дова; 14 de enero de 1878, Cherepovéts, Gobernación de Nóvgorod, Imperio ruso - 17 de julio de 1918, Ekaterimburgo, RSFS de Rusia), apodada Nyuta, fue una sirvienta personal de la emperatriz Alejandra Fiódorovna. Fue asesinada junto con la emperatriz y otros miembros de la familia imperial en el sótano de la Casa Ipátiev.

## Biografía
Proveniente de una familia de la pequeña burguesía, Anna Stepánovna Demídova nació en Cherepovéts.
Su padre, Stepán Aleksándrovich Demídov, un comerciante acomodado de la ciudad, era miembro del consejo de la ciudad y miembro del Zemski Sobor. Anna Demídova tenía un hermano, Nikolái Demídov, uno de los fundadores de una asociación caritativa que ayudaba a los pobres en Cherepovéts, y una hermana, Elizaveta Demídova.
La joven Anna Demídova fue descrita como una joven rubia, alta y escultural.
Se graduó del Instituto de Doncellas de Yaroslavl y obtuvo un certificado de maestra. Hablaba varios idiomas y tocaba el piano.

### Servicio en la corte imperial rusa
Nyuta era amiga de Elizaveta Ersberg, camarera en la corte imperial y durante un tiempo estuvo comprometida con su hermano Nikolái. La emperatriz Alejandra Fiódorovna observó los bordados de Nyuta en una exhibición en el Monasterio Leushinski en Yaroslavl y la contrató para el servicio de la familia imperial en 1901, también como camarera. Ersberg le aseguró a su amiga un puesto como institutriz de los hijos imperiales hacia 1905. Se rumoreó que Anna Demídova se enamoró durante su servicio en la corte del británico Charles Sydney Gibbes (1876 - 1963), entonces profesor de inglés de las grandes duquesas, y luego, desde 1913, también tutor del zarévich Alexis. En sus memorias, Gibbes describe a Demidova "de una disposición singularmente tímida y encogida".
Por el servicio de Anna en la corte, los Demídov fueron nombrados caballeros.

### Exilio

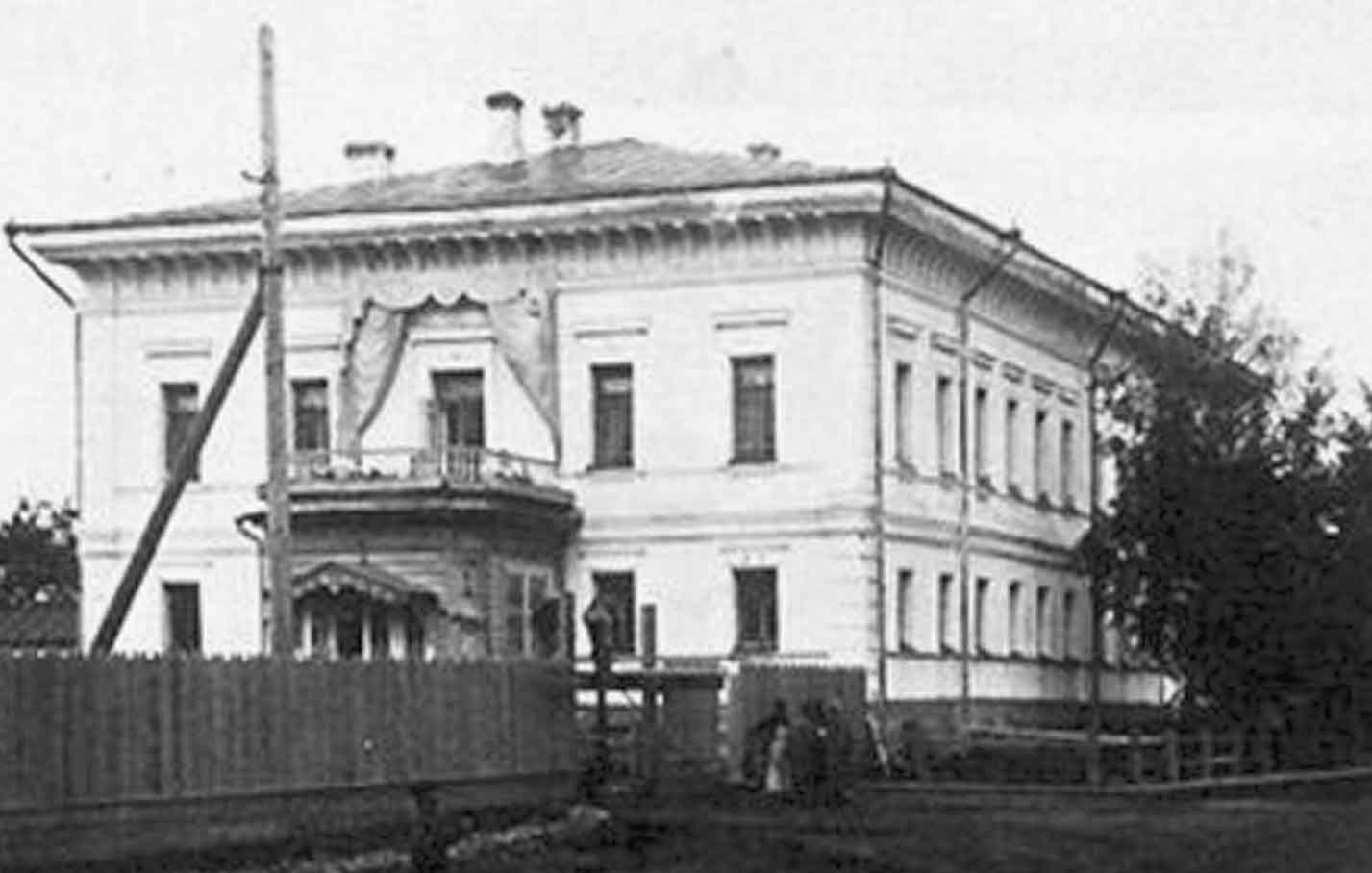
La casa del gobernador en Tobolsk, donde la familia imperial estuvo prisionera entre agosto de 1917 y abril de 1918.

Después de la abdicación de Nicolás II, Anna Demídova continuó sirviendo a la familia imperial como la doncella de Alejandra en Tsárskoye Seló y acompañó a la familia imperial en su exilio en Tobolsk. Partió después hacia Ekaterimburgo con los zares y la gran duquesa María. Los cuatro hijos restantes y otros miembros del séquito se quedaron en Tobolsk un mes más porque el zarévich Alexis había enfermado, resultado de su hemofilia. Cuando su grupo salió hacia Ekaterimburgo, Demídova le dijo a Charles Sydney Gibbes: “Tengo tanto miedo de los bolcheviques, señor Gibbes, no sé qué harán con nosotros.» 

### Muerte
La noche del 16 al 17 de julio de 1918, Anna Demídova fue despertada, como los demás detenidos en la Casa Ipátiev, y se le ordenó que se vistiera. Nyuta llevaba dos almohadas en las que habían escondido joyas. Tras la primera ráfaga de disparos de los verdugos, Anna Demídova, que había tratado de cubrirse con las almohadas, herida, perdió el conocimiento. Al volver en sí y encontrarse viva, exclamó : “¡Gracias a Dios! ¡Dios me salvó!" Habiendo escuchado su voz, los asesinos se volvieron hacia ella entre la polvareda. Gritó, lloró, trató de defenderse, pero fue cosida a bayonetazos.

## Entierro
Ochenta años después, la sobrina nieta de Anna Stepánovna Demídova, Natalia Demídova, asistió al funeral de su tía abuela y la familia imperial en la Catedral de San Pedro y San Pablo en San Petersburgo.

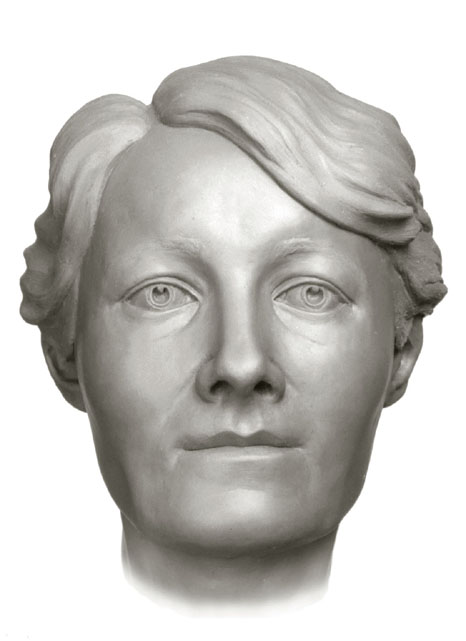
Reconstrucción forense del cráneo por S. A. Nikitin.

## Canonización
Anna Demídova fue canonizada en 1981, como nueva mártir, por la Iglesia Ortodoxa fuera de Rusia. En 2000, después de mucho debate, la Iglesia Ortodoxa Rusa la declaró mártir por la opresión de la Unión Soviética.

## Rehabilitación de las víctimas de la Casa Ipátiev
El Fiscal General de Rusia rehabilitó póstumamente a Anna Stepánovna Demídova, el 8 de junio de 2009. " Todas estas personas fueron víctimas de la represión en forma de arresto, deportación y vigilancia por parte de los órganos de la GPU sin motivo alguno.» - declaró el representante de Justicia de la Federación de Rusia.

## Reconstrucción de la apariencia de los cráneos
El 19 de agosto de 1993, durante una investigación llevada a cabo por el Fiscal General de Rusia, el criminólogo Serguéi Alekséievich Nikitin reconstruyó la apariencia de los cráneos encontrados en el pozo de la mina ubicado cerca del pueblo de Koptyakí según el método del antropólogo Mijaíl Guerásimov (1907-1970).